# 1704 Вахман
1704 Вахман (енгл. 1704 Wachmann) је астероид главног астероидног појаса са средњом удаљеношћу од Сунца која износи 2,222 астрономских јединица (АЈ).
Апсолутна магнитуда астероида је 13,3.